# Episodi de I Simpson (trentaduesima stagione)
La trentaduesima stagione de I Simpson, composta da 22 episodi, è andata in onda negli Stati Uniti d'America dal 27 settembre 2020 al 23 maggio 2021 su Fox.
L'episodio Natale di redenzione è il 700º della serie.
Questa stagione è stata prodotta durante la pandemia di COVID-19, che ha avuto un impatto su molte altre produzioni televisive, ma ha lasciato la produzione animata in gran parte inalterata. Il produttore esecutivo James L. Brooks ha incoraggiato lo staff a iniziare a lavorare da casa all'inizio di marzo 2020, prima che venisse dichiarato l'ordine della quarantena in California. In un'intervista al The Hollywood Reporter alla fine di marzo 2020, lo showrunner Al Jean ha dichiarato: "La produzione non ha saltato un giorno o perso un colpo". A quel punto sette episodi per la stagione, incluso l'episodio La paura fa novanta, erano già stati completati e avevano iniziato a registrare la sceneggiatura del resto degli episodi. Jean ha anche affermato che "siamo un po' più avanti rispetto a dove siamo di solito".
Questa stagione segna un profondo cambiamento nell'edizione originale: dal 26 giugno 2020 infatti, a seguito delle proteste per George Floyd, si è deciso di non far doppiare più personaggi di colore da attori bianchi. Hank Azaria ha annunciato che non doppierà più Apu Nahasapeemapetilon (da gennaio 2020), Carl Carlson e Lou, Dan Castellaneta non doppierà più l'Uomo ape e Harry Shearer non doppierà più Julius Hibbert, sostituiti rispettivamente da Alex Désert (per Carl Carlson e Lou), Eric Lopez (per l'uomo ape), Kevin Michael Richardson (per Julius Hibbert). Harry Shearer non era completamente d'accordo con questa decisione, affermando che "il lavoro dell'attore è interpretare qualcuno che non esiste". Yeardley Smith, doppiatrice di Lisa, appare come sé stessa, nel sesto episodio, come conduttrice di un suo personale blog. È il quarto membro del cast ad apparire, dopo Dan Castellaneta, doppiatore di Homer, apparso nel diciottesimo episodio della tredicesima stagione e nel quindicesimo episodio della diciassettesima stagione, Harry Shearer, anche se quest'ultimo apparve come Derek Smalls, membro del fittizio gruppo musicale Spinal Tap, da lui interpretato, nel ventiduesimo episodio della terza stagione e Joe Mantegna, doppiatore di Fat Tony, apparso nel quarto episodio della terza stagione.
In Italia i primi 9 episodi sono stati trasmessi su Italia 1 dal 27 settembre al 6 ottobre 2021, saltando l'episodio 4, che è stato trasmesso il 30 ottobre 2021 nel consueto speciale di Halloween sempre su Italia 1. Il resto della stagione (escluso l'episodio 11), previsto inizialmente dal 7 ottobre 2021, è stato trasmesso sullo stesso canale il 6 e il 13 novembre 2021. Gli episodi 10 e 16 (entrambi a tema natalizio) sono stati trasmessi il 20 novembre 2021. L'episodio 11 è stato trasmesso il 29 novembre 2021.
Nell'edizione italiana da questa stagione c'è un cambio dello studio di doppiaggio della serie, che passa dalla SEDIF alla Pumais Due, mantenendo comunque lo stesso staff.
Inoltre Roberto Draghetti, morto il 24 luglio 2020, voce del sovrintendente Chalmers, di Serpe e di Tony Ciccione fino alla stagione precedente, viene sostituito rispettivamente da Stefano Alessandroni, da Roberto Fidecaro e da Mario Cordova.
| N° | Codice di produzione | Titolo italiano                             | Titolo originale                             | Prima TV USA      | Prima TV Italia   |
| -- | -------------------- | ------------------------------------------- | -------------------------------------------- | ----------------- | ----------------- |
| 1  | ZABF19               | Burns sotto copertura                       | Undercover Burns                             | 27 settembre 2020 | 27 settembre 2021 |
| 2  | ZABF18               | Ambizione nell'antica Roma                  | I, Carumbus                                  | 4 ottobre 2020    | 28 settembre 2021 |
| 3  | ZABF21               | Ora museo, ora no                           | Now Museum, Now You Don't                    | 11 ottobre 2020   | 29 settembre 2021 |
| 4  | ZABF17               | La paura fa novanta XXXI                    | Treehouse of Horror XXXI                     | 1º novembre 2020  | 30 ottobre 2021   |
| 5  | ZABF15               | La crisi della settima birra                | The 7 Beer Itch                              | 8 novembre 2020   | 30 settembre 2021 |
| 6  | ZABF22               | Tutta colpa del podcast                     | Podcast News                                 | 15 novembre 2020  | 1 ottobre 2021    |
| 7  | QABF02               | Tre sogni infranti                          | Three Dreams Denied                          | 22 novembre 2020  | 4 ottobre 2021    |
| 8  | ZABF20               | Viaggio a Cincinnati                        | The Road to Cincinnati                       | 29 novembre 2020  | 5 ottobre 2021    |
| 9  | QABF01               | Scusa ma non mi scuso                       | Sorry Not Sorry                              | 6 dicembre 2020   | 6 ottobre 2021    |
| 10 | QABF03               | Sogno di un Natale di mezza estate          | A Springfield Summer Christmas for Christmas | 13 dicembre 2020  | 20 novembre 2021  |
| 11 | QABF04               | Paternità, solo andata                      | Dad Feelings-Limited                         | 3 gennaio 2021    | 29 novembre 2021  |
| 12 | QABF05               | La regina del diario                        | Diary Queen                                  | 21 febbraio 2021  | 6 novembre 2021   |
| 13 | QABF06               | Un rotolo per amico                         | Wad Goals                                    | 28 febbraio 2021  | 6 novembre 2021   |
| 14 | QABF07               | Un bifolco fra le stelle                    | Yokel Hero                                   | 7 marzo 2021      | 6 novembre 2021   |
| 15 | QABF08               | Ma i pizza-bot sognano chitarre elettriche? | Do PizzaBots Dream of Electric Guitars?      | 14 marzo 2021     | 6 novembre 2021   |
| 16 | QABF09               | Natale di redenzione                        | Manger Things                                | 21 marzo 2021     | 20 novembre 2021  |
| 17 | QABF10               | Amanti grezzi                               | Uncut Femmes                                 | 28 marzo 2021     | 6 novembre 2021   |
| 18 | QABF11               | Re degli hamburger                          | Burger Kings                                 | 11 aprile 2021    | 13 novembre 2021  |
| 19 | QABF12               | Panico sulle strade di Springfield          | Panic in the Streets of Springfield          | 18 aprile 2021    | 13 novembre 2021  |
| 20 | QABF14               | È pace tra Marge e Lisa                     | Mother and Child Reunion                     | 9 maggio 2021     | 13 novembre 2021  |
| 21 | QABF13               | Operazione G.R.A.M.P.A.                     | The Man from G.R.A.M.P.A.                    | 16 maggio 2021    | 13 novembre 2021  |
| 22 | QABF15               | L'ultimo barista                            | The Last Barfighter                          | 23 maggio 2021    | 13 novembre 2021  |

## Burns sotto copertura
Il signor Burns teme che i suoi operai parlino male di lui e decide di infiltrarsi tra loro travestendosi da Fred, un addetto alla manutenzione. Si stabilisce una profonda amicizia tra Homer, Lenny, Carl e Fred. Burns, pur di rendere i suoi amici felici, distribuisce regali a destra e a manca portando la Centrale sull’orlo della bancarotta. Smithers rivela il travestimento ad Homer e lo obbliga a troncare l’amicizia se lui e gli altri vogliono avere ancora un lavoro.
- Gag del divano: La famiglia Simpson va a sedersi sul divano, ma cade di lato sul pavimento e si scopre che Nelson li ha ingannati usando lo schermo verde.
- Frase alla lavagna: assente

## Ambizione nell'antica Roma
I Simpson sono nel Museo della Storia dove c’è una mostra sull’Antica Roma. Homer rivela di aver ricevuto la proposta di un training al lavoro per salire di livello, che ha rifiutato. Marge lo rimprovera, dicendo che un po' di soldi in più farebbero comodo e spingendolo a fare carriera. Nel museo incontrano il curatore della mostra, dedicata in particolare alla storia di una famiglia romana. Il curatore illustra come la famiglia finirà per essere distrutta dall’ambizione della moglie, che spingeva il marito ad avere sempre più potere.
- Gag del divano: assente
- Frase alla lavagna: assente

## Ora museo, ora no
Lisa è a letto con la febbre e sfoglia un libro intitolato "Storia Illustrata dell'Arte Occidentale". Con la fantasia la piccola Simpson si trasforma in Lisanardo e racconta la storia del grande Leonardo da Vinci a Firenze. Poi tocca a Bart e l’arte contemporanea in Francia, nella quale spiccano le ninfee di Monet. Infine, Lisa racconta la storia di Frida Kahlo e di suo marito Diego Rivera interpretati rispettivamente da Marge e Homer.
- Gag del divano: La famiglia è coinvolta in una serie di disegni animati che si ribaltano sullo schermo sullo sfondo di un soggiorno. Homer mangia una ciambella mentre i muscoli e le cellule della pelle si abbassano.
- Frase alla lavagna: assente

## La paura fa novanta XXXI
L'episodio si apre con le elezioni americane del 2020, quando Marge ricorda a Homer di andare a votare. Nella cabina di voto Lisa cerca di convincere il padre a ricordare tutto quello che Trump ha fatto di male negli ultimi anni, così Homer alla fine decide per chi votare. Si scopre però che Homer stava sognando sull'amaca in giardino. Il giorno dell'insediamento presidenziale Springfield è nel caos e i quattro cavalieri dell'Apocalisse giungono in città, uno dei quali porta con sé una bandiera con su scritto il nome dell'episodio, seguono tre storie dell'orrore:

### Toy insanguinaty
In una parodia di Toy Story, Marge regala a Bart un giocattolo dell'Uomo radioattivo. Per gioco, quest'ultimo lo mette nel forno a microonde facendolo esplodere. Così Bart subisce la vendetta dei suoi giocattoli maltrattati che, con un’operazione di chirurgia plastica, lo uccidono e lo trasformano in un giocattolo buono, educato e mansueto.

### Nell'Homer-verso
In una parodia di Spider-Man - Un nuovo universo, Marge chiama Homer per dirgli di portare a casa i dolci di Halloween, ma lui li ha mangiati tutti e comincia così a cercarli nella centrale nucleare, trovando quello che pensa sia un distributore automatico. Quando cerca di metterci dentro una monetina, esplode aprendo un varco nel loop spazio-temporale, lasciando entrare varie copie di sé stesso dal Multiverso. Gli Homer diventano amici e trascorrono del tempo insieme a Springfield. Lisa si rende conto che l'esplosione ha aperto un buco nel continuum spazio-temporale e dice a Homer di ricreare l'esplosione per ripararla, altrimenti Homer morirà. Gli Homer tornano così alla centrale nucleare dove il signor Burns cerca di fermarli con le versioni di Burns e Smithers di altre dimensioni. Quando però Burns apprende da una versione Noir di Smithers che il Burns del suo mondo è il suo assistente, si arrende e rimanda Homer, Burns e Smithers alternativi alle loro dimensioni. Come effetto collaterale, Homer inizia a cambiare le forme delle sue controparti. 

### Compi nove anni, riavvolgi
Parodia di Russian Doll: è il nono compleanno di Lisa, che scopre di trovarsi in un loop temporale continuando a morire e a ricominciare la giornata. Scopre che anche Nelson è bloccato in un loop e che entrambi devono essere vivi allo stesso tempo per poter vivere. Cercano di porre fine al ciclo chiedendo aiuto all'Uomo dei fumetti, ma nessuna delle sue idee funziona. Quindi si rendono conto che l'unico modo per bloccare e uscire dal loop, è uccidere Gil Gunderson e ci riescono. Lisa, uscita finalmente dal loop temporale, festeggia degnamente il suo compleanno. A casa, tutto è tornato alla normalità tranne che la testa di Ralph è all'indietro.
- Gag del divano: assente
- Frase alla lavagna: assente

## La crisi della settima birra
Lily è una donna inglese che fa cadere tutti gli uomini ai suoi piedi. Questa sua dote crea disordini ovunque così viene esiliata in America. Giunta negli USA, Lily entra nel locale di Boe e dona allegria, cantando e ballando, a tutti i presenti tranne Homer. Papà Simpson è triste perché Marge e i bambini sono partiti per una vacanza al mare. Lily tenta in tutti i modi di sedurre Homer, ma ogni suo tentativo è vano. In alcuni momenti Homer vorrebbe cedere alle tentazioni ma torna da Marge e le dichiara il suo amore.
- Gag del divano: I membri della famiglia, come astronauti, saltano e si siedono sul divano sulla Luna. Tuttavia, dopo che Homer cerca di sedersi, cade nella gravità volando via.
- Frase alla lavagna: assente

## Tutta colpa del podcast
Lisa e Marge diventano grandissime fan dei podcast crime, Kent Brockman, in crisi di ascolti, decide di cominciarne uno quando giunge la notizia che il nonno Abe è sospettato di aver spinto giù da una nave da crociera la sua fidanzata.
- Gag del divano: assente
- Frase alla lavagna: assente

## Tre sogni infranti
L’Uomo dei Fumetti sogna di andare al festival del fumetto “Comicalooza” e di procacciarsi un lavoro alla Marvel facendo una domanda geniale durante i dibattiti. Lisa si invaghisce di un nuovo compagno sassofonista dagli occhi azzurri, che si rivela solo interessato a rubarle il posto di primo sassofono della banda. Bart sogna di lavorare come doppiatore di cartoni animati, ma si ritrova inconsapevolmente a doppiare una principessa.
- Gag del divano: I Simpson si precipitano a casa sul loro divano, che li stava aspettando per la cena del Ringraziamento. Il divano dice loro di andare a dormire senza cena e se ne vanno tristemente.
- Frase alla lavagna: assente

## Viaggio a Cincinnati
Chalmers è stato invitato a tenere il discorso di apertura a un convegno a Cincinnati. Vorrebbe portare con sè Finch, un preside più in vista tra i vari del distretto. Ma Skinner ritiene di meritare lui questo onore, quindi con un piccolo trucco lascia a casa Finch e si sostituisce a lui. Durante il viaggio, Chalmers continua come sempre a maltrattarlo. Ma quando Skinner sente una telefonata del Sovrintendente con Finch, al quale era per licenziarlo, lui si arrabbia e se ne va. Al momento del discorso, grazie a uno scambio di giacca, Chalmers capisce il valore di Skinner e tra i due sembra nascere un’amicizia.
- Gag del divano: assente
- Frase alla lavagna: assente

## Scusa ma non mi scuso
Lisa si scontra con la Maestra Hoover, che non ha saputo apprezzare la sua relazione sulla matematica Gladys West come meritava. Accecata dalla rabbia, Lisa la offende e viene spedita in punizione. Dovrà sforzarsi di mettersi nei panni del prossimo, capire meglio la vita della maestra e chiederle scusa.
Alla fine dell'episodio, Homer sognerà di divenire un asso della 1 guerra mondiale, per poi venire colpito e cadere, ricreando una scena del film 1917
- Gag del divano: Homer, in versione Pac-Man mangia Marge, Bart, Lisa e Maggie, poi è il turno di Ned e Homer esclama "D'oh!".
- Frase alla lavagna: Non metterò lassativi nei biscotti per Babbo Natale

## Sogno di un Natale di mezza estate
Mary lavora per la Heartmark, una casa di produzione TV. Per ottenere la promozione, deve andare a Springfield a risolvere alcune grane di un film di Natale, genere che detesta. Dopo un primo impatto piuttosto negativo, si lascerà conquistare dall’atmosfera e dalle persone della cittadina.
- Gag del divano: assente
- Frase alla lavagna: assente

## Paternità, solo andata
Il perfetto equilibrio tra l'Uomo dei Fumetti e Kumiko si incrina, quando quest'ultima è invasa dall'impellente desiderio di avere un figlio. Homer e Marge cercano di aiutarla a far nascere nell’Uomo dei Fumetti lo stesso desiderio, ma ottengono solo di farlo tornare di corsa nella sua casa d’infanzia. Sarà lì che l’Uomo dei Fumetti riuscirà finalmente a risolvere un vecchio trauma e a recuperare il rapporto col padre, superando così il proprio rifiuto di avere figli.
- Gag del divano: assente
- Frase alla lavagna: assente

## La regina del diario
Flanders fa una vendita di oggetti che non vuole più, e Bart fra questi trova il diario della maestra Caprapall. Leggendolo, cade in un equivoco, pensando che le belle cose che scrive si riferiscano a lui. Si sente stimolato a diventare bravo, e in effetti funziona. Ma quando si iscrive alla gara di ortografia, Lisa, preoccupata che possa fare una figuraccia, gli mostra il suo errore: i commenti positivi riguardavano il gatto. Bart si scoraggia, ma Flanders trova il modo di consolarlo.
- Gag del divano: Marge, Bart, Lisa e Maggie atterranno come astronauti su Marte schiacciando il divano. Quando escono, si rendono conto che Homer non ha il suo casco spaziale, e la sua testa esplode.
- Frase alla lavagna: assente

## Un rotolo per amico
Grazie a Ralph, Bart scopre l’esistenza di un esclusivo golf club privato nel centro di Springfield e comincia a lavorare come caddy, con l’obiettivo di fare più soldi possibile con le mance. Ma, non sopportando di vederlo adulare i golfisti, Marge intraprende una crociata contro il golf club e il trattamento fiscale di favore a esso riservato. Il club, trovandosi improvvisamente costretto a pagare un’ingente tassa patrimoniale, passa al contrattacco spacciandosi per un luogo di culto di una nuova religione dedicata al dio Golf. Alla fine sarà lo stesso Bart a capire l’errore in cui è incorso e a vendicarsi vandalizzando i campi da golf con un fuoristrada acquistato coi soldi guadagnati.
- Gag del divano: assente
- Frase alla lavagna: assente

## Un bifolco fra le stelle
Homer finisce in prigione, dove incontra Cletus. Sentendolo cantare, decide di diventare il suo manager. Una volta che Cletus ha successo, scarica Homer per un produttore più importante. Ma con il successo, perde completamente di vista la sua famiglia. Homer, con l’aiuto di Marge, convince Cletus a tornare da Brandine e dai loro figli: il bifolco abbandona la carriera di cantante e torna a distillare whisky clandestino.
- Gag del divano: assente
- Frase alla lavagna: assente

## Ma i pizza-bot sognano chitarre elettriche?
Un trauma adolescenziale di Homer riemerge improvvisamente quando Lisa e Bart vanno a una festa nel locale dove il padre era stato privato della band di robot con sembianze animali a cui era tanto legato e che rappresentavano i suoi sogni musicali. Per aiutarlo a superare il trauma, i ragazzi decidono di riunire la band. Purtroppo però il quartetto ispira a J.J. Adams una nuova saga cinematografica e il regista si impadronisce dei robot, rinnovando ancora una volta il trauma. Homer impara dall’Uomo dei Fumetti a fare il troll e si batte con tutte le sue forze contro l’uscita della pellicola. La sera dell’anteprima, però, J.J. riesce a sorprenderlo facendogli trovare la band riunita.
- Gag del divano: assente
- Frase alla lavagna: assente

## Natale di redenzione
Marge racconta una storia di Natale su Homer, accaduta sei anni prima: Homer ne ha combinata una di troppo ed è stato cacciato di casa. Dopo aver vagato invano, scopre che sopra al suo garage c'è una soffitta. Da lì, sente Marge dire che potrà tornare solo se farà un’azione che lo riscatti. Maude, la moglie di Flanders, è sola in casa e sta per partorire: Homer coglie l’occasione per aiutarla a far nascere Todd, riacquistando così la stima di Marge.
- Gag del divano:
- Frase alla lavagna:

## Amanti grezzi
Mentre partecipa a una gita di istruzione su una corazzata con Lisa e Bart, Marge viene rapita assieme a Sarah Winchester da due criminali, ex complici di quest’ultima. Scopriamo che Sarah ha un passato da ladra e Marge viene coinvolta in un piano per rubare un prezioso diamante, durante il Gen Gala, un galà annuale di cui Marge è una grandissima appassionata.
- Gag del divano: assente
- Frase alla lavagna: assente
- Guest star: Megan Mullally[36](voce di Sarah Winchester, doppiata in italiano da Isabella Pasanisi)

## Re degli hamburger
Il signor Burns vuole essere amato da tutti, per cui decide di fare una buona azione: mettere sul mercato degli hamburger vegani, in modo da evitare le emissioni di CO2. Con i suoi mezzi, sbaraglia tutta la concorrenza. Ma Bart e Lisa vengono a scoprire che il segreto degli hamburger di Burns, che nulla hanno da invidiare a quelli di carne, è che utilizza delle piante in via di estinzione della foresta amazzonica. Burns viene smascherato e torna a essere il cattivo di sempre.
- Gag del divano:
- Frase alla lavagna:

## Panico sulle strade di Springfield
Al controllo annuale col dottor Hibbert, Homer scopre di avere dei livelli di testosterone bassi e vede una pubblicità di un pick-up da "veri uomini". Decide così di comprarlo “a scopo terapeutico”. Lisa scopre un cantante del passato, Quilloughby, che diventa il suo amico immaginario e la proietta in un mondo di cupezza. Venuta a sapere che il vero Quilloughby si esibirà al Bidonmusic Festival, Lisa parte per andarlo a vedere di persona, ma resterà molto delusa.
- Gag del divano:
- Frase alla lavagna:

## È pace tra Marge e Lisa
I Simpson vanno in un negozio di magia, dove vengono letti loro i tarocchi: si scopre che dopo il liceo, Lisa entrerà in crisi e non vorrà più andare al college. La decisione genererà uno scontro con Marge, che ha vissuto sempre con quell’aspettativa per lei. Lisa diventerà comunque Presidente degli Stati Uniti, e alla fine si riconcilierà con sua madre. Ma tutto questo è solo un’invenzione dei tarocchi.
- Gag del divano:
- Frase alla lavagna:

## Operazione G.R.A.M.P.A.
Terrance è una spia inglese che da cinquantanni dà la caccia a una fantomatica spia, "Volpe Grigia" e crede che si tratti di nonno Abe. Ordisce così un piano per smascherare Abe e consegnarlo alla giustizia, ma dovrà scontrarsi col ritrovato amore di Homer per suo padre.
- Gag del divano:
- Frase alla lavagna:

## L'ultimo barista
Homer porta alla taverna di Boe una tequila speciale. Per l'occasione, gli amici costringono il barista a bere e Boe si ubriaca. fatto che sarebbe proibito dalla società segreta dei baristi di cui fa parte: il Confidenziale. Ovviamente nella società si viene a sapere e per punizione “tagliano fuori” tutti i clienti abituali di Boe: a Homer, Carl, Lenny e Barney viene iniettato l’Antialcol, un siero che impedirà loro di bere per sempre. I quattro amici, dopo poco, sembrano essere diventati perfetti. Si incontrano e parlano di Boe, che è caduto molto in basso. Nonostante quello che ha fatto loro, i quattro tengono a lui. Al Confidenziale, davanti a questo esempio di grande amicizia, decidono di iniettare loro l’antidoto all’Antialcol, facendoli tornare come erano prima.
- Gag del divano:
- Frase alla lavagna: